# 藤本文昭
藤本 文昭（ふじもと ふみあき、1964年3月8日 - ）は、戦災・空襲研究家。著述家。日本英語教育史学会員、空襲戦災を記録する会全国連絡会議幹事。英語教員。
<